# Bahadoor
Kunjalu Kochumoideen Padiyath znany jako Bahadoor (ur. 1930, zm. 22 maja 2000) – indyjski aktor.
Urodził się w Kodungalloor. Zadebiutował w Mollywood w 1954, grając w Avakasi. Występował głównie w rolach komediowych. Źródła podają, że jego filmografia obejmuje przeszło 400 tytułów. Wyróżniony Kerala State Film Awards (1970, 1972, 1973, 1976). W 2002 ustanowiono upamiętniającą go nagrodę.